# Night Magic
Night Magic és una pel·lícula musical canadenca-francesa del 1985 escrita per Leonard Cohen i Lewis Furey i dirigida per Furey. La pel·lícula és protagonitzada per Nick Mancuso com a Michael, un músic sense sort, les fantasies del qual comencen a fer-se realitat després de conèixer un àngel (Judy, interpretada per Carole Laure). El repartiment secundari de la pel·lícula inclou Stéphane Audran, Jean Carmet, Frank Augustyn, Louis Robitaille, Anik Bissonnette, Nanette Workman i Barbara Eve Harris.
La pel·lícula estava programada originalment per a l'estrena com a Angel Eyes, però va tornar al seu títol original Night Magic en el moment de la seva estrena al Festival Internacional de Cinema de Canes el 17 de maig de 1985.
La major part de la partitura està en estança spenseriana.

## Argument
Michael és un músic i dramaturg sense èxit que dirigeix una companyia. Una nit el visiten tres "àngels" que li ofereixen tres desitjos. Ell tria com a primer desig la capacitat d'expressar-se perfectament en el seu art, i com a segon, triar una amant, atreure-la a ell, enviar-la i tornar-la a tornar.
El seu primer desig li porta un gran èxit com a artista, però per al seu segon desig tria un dels àngels (Judy). Ella renuncia a la seva forma angelical per convertir-se en humana i unir-se a ell. Tenen un fill junts, però com en el seu desig, ell la rebutja, i la seva casa és cremada pels altres dos àngels.
Com a últim desig, demana ser assassinat. Judy es nega a participar i va a buscar-lo, però just quan ho aconsegueix, els altres dos àngels l'assassinen. El temps s'atura mentre, a l'única escena de llum del dia de la pel·lícula, la parella camina junts per la ciutat, però després torna al seu cos moribund.

## Repartiment
- Carole Laure com a Judy
- Nick Mancuso com a Michael
- Stephane Audran com a Janice
- Jean Carmet com a Sam
- Lyne Tremblay com a Stardust
- Danielle Godin com Moonbeam
- Barbara Eve Harris com a Doubt
- Kathryn Greenaway com Pinky
- Michelle Stennett com a Michelle
- Frank Augustyn com a Frank
- Louis Robitaille com a Louis
- Jean-Marc Lebeau com a Jean-Marc
- Jean-Hugues Rochette com a Jean-Hugues
- Carlyle Miller com a Louis (veu) / El saxofonista
- Jean-Marie Benoit com el guitarrista
- Don Alias com el bateria
- Margarita Stoker com a Valkyrie
- Micheline Giard com a Valkyrie
- Yolande Huraruk com a Valkyrie
- Joan Henney com a Valkyrie
- Nathalie Buisson com a Miss Shy
- Brigitte Valette com Miss Strong
- France Deslauriers com Miss Beauty
- Aidan Devine com el captaire
- Lewis Furey com a Michael (veu)
- Karen Young com a Doubt (veu)
- Erin Dickens com Purple Angel (veu)
- Estelle Ste-Croix com a Caramel Angel (veu)
- Nanette Workman com a Pinky (veu)
- Linda Niles com a Michelle (veu)
- James Zeller com a Frank (veu)
- Alan Gerber com a Jean-Hugues (veu)
- Hugh Ball com a Jean-Marc (veu)
- Zender Ary com el captaire (veu)
- Charles Linton com a Valkyrie (veu)
- Gaetan Essiambre com a Valkyrie (veu)
- Shari Saunders com a Valkyrie (veu)
- Alison Darcy com Cannibal Kid (sense acreditar)
- Jessamyn Hope com Cannibal Kid (sense acreditar)
- Robert Mofford com a Leprós (sense acreditar)

## Cançons
Algunes de les lletres de Cohen es repeteixen en el seu treball posterior, per exemple, Hunter's Lullaby va aparèixer amb lletres gairebé idèntiques a l'àlbum Various Positions, i la lletra de la cançó The Bells forma una gran part. de la cançó "Anthem" de The Future.

## Premis
La pel·lícula va obtenir quatre nominacions als Premis Genie als 7ns Premis Genie:
- Millor direcció d'art (François Séguin)
- Millor Banda sonora original (Furey)
- Millor cançó original: "Angel Eyes"
- Millor cançó original: "Fire"

Va guanyar el premi a la millor cançó original per "Angel Eyes".